# ماتياس كوروين
ماتياس كوروين هو سياسي أمريكي، ولد في 19 فبراير 1761، وتوفي في 4 سبتمبر 1829 في لبنان في الولايات المتحدة. انتخب عضو مجلس نواب أوهايو ‏.